# Ewen Cameron
Pour les articles homonymes, voir Ewen Cameron (homme politique) et Cameron.
Ewen Cameron (vers 1811 - 26 avril 1843) est un officier de l'armée de la république du Texas ayant participé, en 1842 à la tragique expédition Mier (en).

## Biographie
Ewen Cameron, naît en Écosse, vers 1811. Il émigre d'Écosse au Kentucky puis arrive au Texas, pendant la révolution texane. Le 29 avril 1836, il s'engage dans l'armée de la république du Texas (en). Dans la période qui suit la révolution, il se fait connaître en tant que leader des cow-boys, renommés dans la défense des frontières du Texas du Sud.
Fin décembre 1842, l'expédition Mier est un raid sur la colonie frontalière mexicaine de Ciudad Mier (en) qui se transforme en la bataille de Mier, à l'arrivée de l'armée mexicaine. Cameron et les autres Texans sont faits prisonniers, après avoir infligé un grand nombre de pertes à leurs opposants. Au lieu appelé El Rancho Salado, une jarre contenant 159 haricots blancs et 17 haricots noirs est présentée aux prisonniers texans. Chaque homme tire un haricot de la jarre, les yeux bandés. Les 17 prisonniers texans qui tirent des haricots noirs sont exécutés au crépuscule par un peloton mexicain. C'est ce qu'on appelle l'épisode des haricots noirs
, qui a lieu le 25 mars 1843, trois mois après la bataille de Mier. 
Ewen Cameron obtient un haricot blanc, ce qui aurait dû lui sauver la vie. Pourtant, il avait gagné l'hostilité du colonel mexicain Antonio Canales Rosillo (en) pour son rôle dans la défaite embarrassante de la bataille de Lipantitlán, au Texas, en juillet 1842, et pour le rôle de Cameron dans la conduite d'une tentative d'évasion. Le colonel Canales exhorte le président mexicain Antonio López de Santa Anna à faire exécuter Cameron. Le 25 avril 1843, les prisonniers qui avaient tiré des haricots blancs sont transférés à Mexico. Pendant leur voyage, un coursier arrive avec les ordres de Santa Anna pour l'exécution de Cameron. Cameron est abattu par un peloton d'exécution à la prison de Perote (en), dans l'État de Veracruz, le lendemain matin, le 26 avril 1843. Ewen Cameron refuse de se confesser à un prêtre, et décline l'offre d'un bandeau sur les yeux, déclarant « Pour la liberté du Texas, Ewen Cameron peut regarder la mort en face ». Il ouvre alors sa chemise et crie à ses bourreaux : Fuego ! (en français : Feu !). Ewen Cameron a vraisemblablement été enterré à Perote, Veracruz. Par conséquent, sa dépouille n'est pas parmi celles exhumées quelques années plus tard et restituées au Texas.
Le comté de Cameron et la ville de Cameron, siège du comté de Milam, au Texas, sont baptisés en sa mémoire.

### Source de la traduction
- (en) Cet article est partiellement ou en totalité issu de l’article de Wikipédia en anglais intitulé « Ewen Cameron (soldier) » (voir la liste des auteurs).